# Teenage Exorcist
Pour plus de détails, voir Fiche technique et Distribution.
Teenage Exorcist est un film américain réalisé par Grant Austin Waldman, sorti en 1991.

## Synopsis
Une étudiante s'installe dans une maison hantée.

## Fiche technique
- Titre : Teenage Exorcist
- Réalisation : Grant Austin Waldman
- Scénario : Fred Olen Ray et Brinke Stevens
- Musique : Chuck Cirino
- Photographie : William H. Molina
- Montage : David R. Schwartz
- Production : Grant Austin Waldman
- Société de production : Waldway Films
- Pays :  États-Unis
- Genre : Comédie horrifique
- Durée : 86 minutes
- Dates de sortie : 
  -  Allemagne : 5 décembre 1991 (vidéo)
  -  États-Unis : 23 février 1994 (vidéo)

## Distribution
- Brinke Stevens : Diane
- Eddie Deezen : Eddie
- Oliver Darrow : Demon
- John Henry Richardson : Mike
- Tom Shell : Jeff
- Elena Sahagun : Sally
- Robert Quarry : le père McFerrin
- Michael Berryman : Herman
- Hoke Howell : le baron DeSade
- Daniel Canamar : Abdul
- Kathryn Kates : la bonne

## Accueil
Le film a reçu la note de 2/5 sur AllMovie.